# Terc (kártyajáték)
A terc, más néven négy ász, 2-4 fővel játszható kártyajáték, amelyet általában a 32 lapos magyar kártya paklival szoktak játszani, de a 2, 3, 4, 5, 6-os lapok eltávolításával  francia kártyával is játszható. Nagyon hasonlít a snapszerhez. Egy parti addig tart, ameddig valaki el nem éri az 501 egy pontot.

### Játékszabályok

#### Lapok értéke
- Ász = 11 pont
- Király = 4 pont
- Filkó (Felső) = 3 pont
- Alsó = 2 pont (kivéve ha aduból van, mert akkor 20 pont)
- X = 10 pont
- IX = 0 pont (kivéve ha aduból van, mert akkor 14 pont)
- VIII = 0 pont
- VII = 0 pont

#### Bemondások
- Sorok (Egy színből lévő egymást követő lapok)

- Terc (3 lapból álló sor) = 20 pont
- Kvart (4 lapból álló sor) = 50 pont
- Kvint (5 lapból álló sor) = 100 pont
- Sect (6 lapból álló sor) = 100 pont
- Sept (7 lapból álló sor) = 100 pont
- Opt = (Teljes sor 8 lap) = 100 pont

- Vannak (4 egyforma lap):

- VII, VIII = 80 pont
- X, Filkó, Király, Ász = 100 pont
- IX = 150 pont
- Alsó = 200 pont

- Béla (Amikor egy játékosnál ott van az adu színéből a filkó és a király) = 20 pont

#### Előkészületek
Az osztás eltérő lehet a játékosszámtól függően. Az osztó megkavarja a paklit és a tőle balra ülő játékosnak odanyújtja hogy az rá üssön vagy elemelje valahol.
Amennyiben rá ütött, az osztó a jobboldalán ülő játékostól kezdve az óramutató járásával ellentétes irányba 6-6 (2 játékos esetén, 4-4) lapot oszt ki a játékosoknak, viszont ha elemelik a paklit, akkor kioszt mindenkinek 3 lapot majd mégegyszer. Ezt követően az osztó felfordítja a pakli legfelső lapját és magától jobbra le teszi mindenkinek jól látható helyre. Ez a lap lesz az adu (tronf), majd még egyszer 3 lapot osztki mindenkinek ezeket a lapokat viszont a játékosok még nem nézhetik meg a tronf kiválasztásáig, a megmaradt lapokat (2 játékos esetében 7, 3-4 játékos esetében 4) ráhelyezi képpel felfelé a tronfra úgy hogy a tronf kilátszódjon, tehát csak a tronf és a legfelsőlap látszódhat (4 játékosnál a menet végén ezek lesznek az osztó lapjai).

#### Játékmenet
Az osztó jobb oldalán ülő játékos lesz a kezdő játékos. A kezdő játékos eldönti hogy jó-e neki hogy az legyen az tronf amit elsőnek felfordított az osztó, ha igen akkor azt kell mondania, hogy felvesz rá ilyenkor "ellene" kell játszani (meg kell buktatni). Úgy lehet megbuktatni valakit, hogy a menet végi elszámolásban több pontot szerzel nála. Ha nem akar felvenni, elpasszolja akkor a következő játékos jön és így tovább. Ha senkinek nem tetszik az eredeti tronf akkor a kezdő játékos eldöntheti, hogy választ egy új tronfot vagy inkább új osztást szeretne, ha a minden játékos úgy dönt, hogy új osztást szeretne inkább akkor a  összekeveri a kártyát a következő (aki a kezdőjátékos volt) osztó.
Ha valaki felvett az eredeti adu színére akkor ha bárkinél ott van a VII-es lap az adott színből az ki cserélheti ha szeretné a tronfra (Amennyiben más színre vett fel bármelyik játékos a lap nem vehető ki.) Ha viszont másik színre vett fel bárki akkor azok közül akik még nem kerültek sorra ronthatják egy másik színre ebben az esetben aki rontott lesz akit meg kell buktetni, de ennek is van egy sorrendje az eredeti adu színére nem lehet vissza rontani makk a leggyengébb szín ezt bármi másra lehet rontani utána jön a zöld majd a tök és végül a piros amit nem lehet rontani. Ezt követően a játékosok sorban jelentenek, a jelentések csak akkor érvényesek ha egy játékosnak sincs nagyobb sora vagy vannakja, de a Béla minden képp érvényes pl. a kezdő játékosnak van egy Filkó terce (X, Alsó, Filkó) és egy X-es vannakja de egy másik játékosnak van egy Ász terce akkor a kezdő játékos terce nem érvényes viszont a vannakja igen. Ha két játékosnak egyforma erősségű terce van, de az egyik az adu színéből van akkor az az érvényes a másik érvénytelen minden más esetben mind a kettő érvénytelen.
Miután megvoltak a jelentések a kezdő játékos kijátszik (hív) egy kártyát. Színre színt kell rakni ha nincs akkor adut kell rakni, ha van, ha nincs akkor bármit rá rakhat, de semmiképpen nem ő fogja el vinni. Ha valaki adut rak egy más színre akkor ő viszi amennyiben nincsen más aki adut rakna. Ha senki nem rak adut akkor a legnagyobb értékkel rendelkező lap viszi az ütést.

#### Számolás
A kezdőjátékos számol először és jobbra folytatódik. Aki az utolsó ütést nyerte az 10 pontról indítja a számolást ehhez hozzá adja az érvényes jelentéseit és a lapok értékét. Ha bárki többet fogott (több pontja lett) annál a játékosnál aki felvett akkor sikeresen megbuktatták ebben az esetben annyi rossz pontot (mínusz pontot) kap a játékos aki felvett amennyi a legtöbbet fogott játékosnak a fogása. Mindenkinek a pontjait és rosszait felírjuk egy lapra.

#### Írás
A pontokat római számokhoz hasonló szimbólumokkal írjuk:
- O = 100 pont
- C = 80 pont
- V = 50 pont
- √ (fordítva) = 30 pont
- I = 20 pont

Kivéve a rossz pontokat és azokat amik nem felelnek meg egyik szimbólumnak sem (pl.: 19), mert azt magyar számokkal írjuk.
Ezeket ki lehet egészíteni:
- A C-nek, ha be van húzva a jobboldala, akkor az 100 pont.
- A √ (fordítva), ha be van húzva a jobboldala, V lesz belőle (50 pont).
- A V-nek ha behúzzuk a tetejét, az 100 pont.
- A I-nél az első kiegészítésnél egy párhuzamos vonalat húzunk, majd később ezekre merőlegest úgy hogy metsze mind a kettőt. Minden plusz vonal 20 pont (max. 100 pont).